# MTV Unplugged +3
MTV Unplugged +3 é o segundo lançamento em vídeo da artista musical estadunidense Mariah Carey. O seu lançamento ocorreu em 26 de junho de 1992, através da Columbia Records. Após o sucesso dos dois álbuns anteriores de Carey e os crescente comentários críticos sobre a sua falta de turnês, bem apresentações televisivas insubstanciais, a Sony BMG organizou uma apresentação nos estúdios Kaufman Astoria, situado em Nova Iorque, no dia 16 de março de 1992. O show, intitulado MTV Unplugged, foi transmitido na MTV para ajudar a divulgar o segundo álbum de estúdio de Carey, Emotions (1991). No entanto, após o seu sucesso, a apresentação foi lançada como um extended play (EP) de mesmo nome, com um VHS acompanhante — mais tarde lançado em DVD — intitulado MTV Unplugged +3. 
Na tentativa de provar que os vocais de Carey não foram derivados de sintetizadores de estúdio, o especial obteve análises positivas da mídia especializada, a qual prezou os vocais de Carey e sentiu que o EP e o vídeo ajudaram a mostrar o seu talento. O vídeo liderou a tabela Top Music Videos e foi certificado como platina pela Recording Industry Association of America (RIAA) ao comercializar mais de 500 mil cópias nos Estados Unidos. 

## Antecedentes
Após o lançamento do segundo álbum de estúdio de Carey, Emotions (1991), críticos começaram a se perguntar se Carey finalmente iria embarcar em uma turnê mundial, já que não havia feito isto com seu álbum de estreia autointitulado. Apesar de Carey ter feito várias aparições em premiações importantes, bem como performances em programas televisivos, críticos começaram a acusar Carey de ser uma artista de estúdio, não sendo capaz de entregar ou replicar os mesmos vocais a mesma qualidade de vocais ao vivo, especialmente o seu registro de apito. Durante várias entrevistas televisionadas, Carey negou as acusações, alegando que ela não embarcou em turnês por medo dos tempos de viagem e das distâncias longas, assim como a tensão em sua voz causada ao realizar suas canções. No entanto, na esperança de colocar quaisquer reclamações de ela ser uma artista fabricada para descansar, Carey e Walter Afanasieff decidiram reservar uma aparição no MTV Unplugged, um especial televisivo organizado e transmitido pela MTV. O objetivo do programa é que artistas conhecidos apresentassem algumas de suas faixas em versões acústicas ou sem equipamentos de estúdio. Enquanto vivo, o show permite a entrada de vários músicos e vocalistas de apoio, enquanto é gravado em um ambiente acústico. Os problemas enfrentados por Carey no show foi a escolha de conteúdo; ela não sabia o material que iria apresentar no concerto íntimo. Enquanto Carey escolhia fortemente as suas canções mais comoventes e poderosas, decidiu-se que o conteúdo mais popular a esse ponto seria incluído. Dias antes da gravação do show, Carey e Afanasieff pensaram em acrescentar uma regravação de uma música mais velha, a fim de proporcionar algo diferente e inesperado. Eles escolheram "I'll Be There", uma canção que se tornou popular na voz do grupo Jackson 5 no ano de 1970, ensaiando-a algumas vezes antes da noite do concerto.

## Sinopse

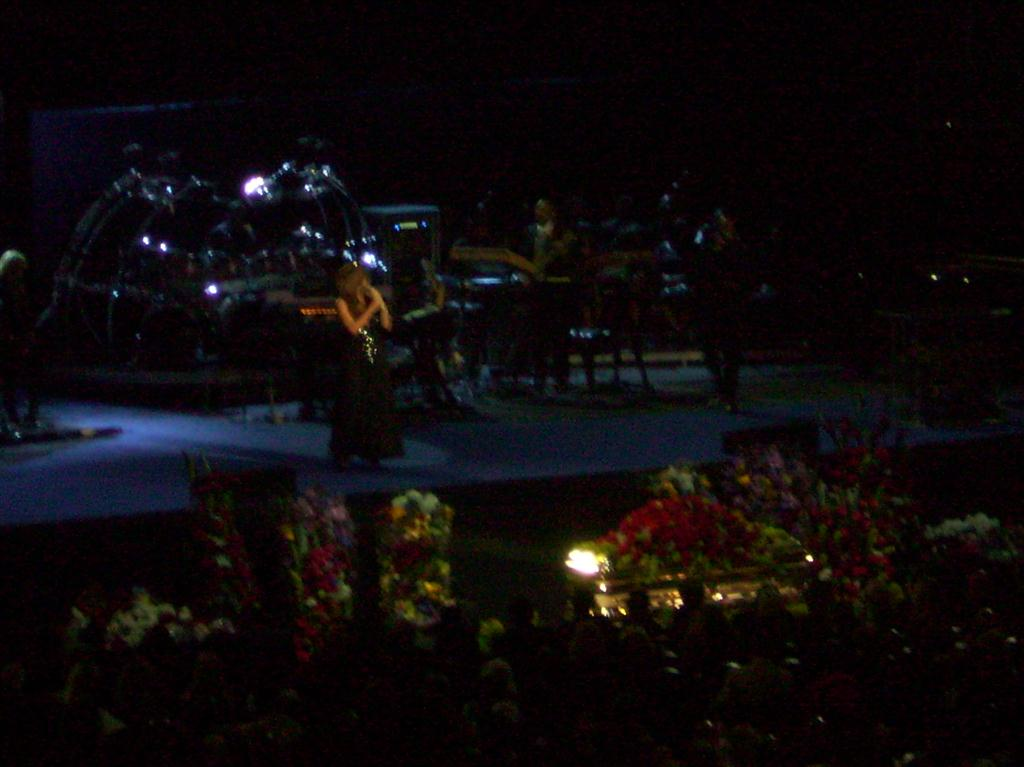
Carey apresentando "I'll Be There" durante o funeral de Michael Jackson (2009).

A performance de Carey foi gravada no dia 16 de março de 1992 nos estúdios Kaufman Astoria, situado em Queens, na cidade de Nova Iorque. O show contou com uma série de músicos, vocalistas de apoio e apenas uma tripulação de dez pessoas para a filmagem e a gravação. O espetáculo foi dirigido por Larry Jordan, que já havia trabalhado com Carey no vídeo musical de "Someday". Dana Jon Chapelle foi escolhido como o mixer de som, tendo trabalhado com Carey em seus dois álbuns de estúdio anteriores. O concerto se iniciou com a interpretação de "Emotions", na qual Carey entrou no estúdio vestida com uma jaqueta, calças e botas, todas da cor preta. Antes da introdução de estúdio da canção, Carey cantou um improviso gospel e um número à capela, levando ao refrão da canção, liderado por David Cole. Após a canção, Carey apresentou a banda e a equipe de filmagem e de gravação; à sua esquerda, havia uma seção de cordas de quatro peças com Belinda Whitney Barnett, Cecilia Hobbs-Gardner, Wince Garvey e Laura Corcos, enquanto San Shea tocava o cravo e o harmonium. A seção rítmica do concerto foi formada por Gigi Conway nos tambores, Randy Jackson no baixo, Vernon Black no violão e Sammy Figueroa e Ren Klyce como os percussionistas. Além disso, Carey tinha dez vocalistas de apoio no palco, liderados por Trey Lorenz e Patrique McMillan. A faixa seguinte do repertório foi "If It's Over", uma colaboração com Carole King. Walter Afanasieff substituiu Cole no piano, durante o qual um conjunto de cinco músicos masculinos foram levados ao palco. Esses músicos foram Lew Delgado no saxofone barítono; Lenny Pickett no saxofone tenor; George Young no saxofone alto; Earl Gardner no trompete; e Steve Turre no trombone. Eles estavam presentes durante a apresentação de Carey no Saturday Night Live, ocorrida alguns meses antes. Ao passo em que Carey apresentou a canção, ela disse: "Essa próxima música eu escrevi com uma das pessoas que eu mais gosto, Carole King", com a canção seguinte sendo posteriormente iniciada. Para "Someday", Cole voltou ao palco, substituindo Afanasieff no teclado. Durante a canção, Carey colocou o dedo indicador sobre sua orelha esquerda diversas vezes, especialmente ao usar o registro de apoio. Mais tarde, ela explicou ao público que iria ajuda-los em ouvir, mais precisamente, algo que precisava corretamente executar uma nota maior variável. Carey iniciou "Vision of Love" e Afansieff trocou de posição com Cole novamente. A performance variou diversas vezes com a sua versão de estúdio, já que suas chaves eram mais baixas e a voz de Carey foi usada na forma à capela, sem qualquer instrumentação pesada. Antes de começar a quinta música do repertório, "Make It Happen", Afanasieff dividiu o órgão com Cole, tocando baixo enquanto a última tratou dos agudos. Depois que a canção iniciou, os vocalistas de apoio começaram a "empilhar seus vocais" sobre Carey, de acordo com o autor Chris Nickson, e permitiu que a música atingisse uma "sensação de um coral". Ele sentiu que a canção foi superior à sua versão de estúdio, devido à sua performance e seus vocais despojados: 
| “ | A rugosidade desta versão nunca conseguirá suceder de alguma maneira a versão gravada em 'Emotions'. Na atmosfera estéril de um estúdio, onde a perfeição, a tecnologia e as batidas são as regras, a espontaneidade não tem lugar. No palco, isso foi avaliado, e esta performance tinha isso. Todos empurraram todo mundo pouco mais, para criar algo maravilhoso e, a julgar pela resposta, o público percebeu isso, assim como Mariah [percebeu isso também] quando a canção foi consumada. | ” |

Logo depois de completar "Make It Happen", Carey ansiosamente apresentou a canção final do repertório, "I'll Be There". Carey cantou a primeira parte da canção da mesma forma em que foi arranjada e cantada originalmente por Michael Jackson, enquanto Trey Lorenz cantou a segunda parte, originalmente interpretada por Jermaine Jackson. Depois de realizar a canção com uma forma muito simples e mínimos arranjos instrumentais, os vocalistas de apoio começaram a cantar a melodia de "Can't Let Go" (1991), fazendo Carey apresentar "mais uma canção final" para o show. Vários dias depois do concerto, Carey conversou com Melinda Newman, da revista Billboard, falando sobre a experiência de gravar o concerto, assim como sua visão sobre o seu ponto de vista criativo. Ela disse: "O [MTV] Unplugged me ensinou muito sobre mim mesma, porque eu tento procurar defeitos em tudo o que faço e tornar isso um pouco perfeito e demasiado, porque eu sou perfeccionista. Eu sempre vou passar por cima da matéria-prima, e agora eu tenho chegado ao ponto em que eu entendo que a matéria-prima é geralmente melhor".

## Lançamento
A MTV havia originalmente planejado transmitir o show várias vezes no mês de abril de 1992, pois era normal as sessões do MTV Unplugged serem transmitidas em torno de seis vezes durante o seu mês de lançamento antes de serem arquivadas. A versão de Carey foi recebida com aclamação crítica e sua popularidade foi estendida, fazendo com que seja transmitida com mais frequência do que o habitual. Fãs de todo os Estados Unidos fizeram várias solicitações para o concerto a ser exibido na televisão, e até o final de abril de 1992, o episódio de Carey do MTV Unplugged foi transmitido mais de três vezes do que o normal. O sucesso do concerto fez com que funcionários da Sony funcionários o usassem como um álbum. No entanto, Carey e Afansieff já estavam fazendo progressos para lançar um novo álbum no ano de 1993. Sendo assim, a Sony decidiu lançá-lo como um extended play (EP), vendendo por um preço reduzido devido à sua duração mais curta. Após o sucesso do primeiro single do EP, "I'll Be There", a Sony optou por liberar não apenas o EP, mas um pacote com um VHS acompanhante, com um vídeo do concerto, intitulado MTV Unplugged +3. Além de caracterizar as sete canções do concerto, o VHS — mais tarde lançado em DVD — contém os vídeos musicais de "Can't Let Go", "Make It Happen", e uma versão remixada do vídeo musical de "Emotions".

## Crítica profissional
| Críticas profissionais | Críticas profissionais |
| Avaliações da crítica  | Avaliações da crítica  |
| Fonte                  | Avaliação              |
| ---------------------- | ---------------------- |
| Allmusic               | [ 9 ]                  |

Shawn M. Haney, do portal Allmusic, concedeu ao vídeo três de cinco estrelas, elogiando os vocais de Carey, bem como a regravação de "I'll Be There". Haney escreveu que "aos poucos, o poder e a estima destes contos levantam novas alturas e permanecem em um pico com a retirada de fôlego, o momento da realização de 'I'll Be Be There', uma música encantadora primeiramente cantada por The Jackson 5". Escrevendo para o periódico St. Petersburg Times, Sabrina Miller chamou Carey de "artista" e escreveu que "programas como o MTV Unplugged mostra um talento como o dela com um ponto de exclamação". Jon Pareles, periodista do The New York Times, disse que a apresentação foi "muito boa", e afirmou que a regravação de Carey de "I'll Be There" "solta fogos de artifício". Um escritor da revista Entertainment Weekly disse que o concerto possui "turnê de força vocal", e escreveu que "além de seus tubos de tirar o fôlego, ela desenvolveu o comando da presença de palco". Além disso, ele também sentiu que a interpretação de Carey de "I'll Be There" era "matadora" e concluiu a sua revisão dizendo que "no processo, esta rara aparição pública nos lembrou que havia um artista de grande liga dentro desse vestido de festa".

## Desempenho comercial
Nos Estados Unidos, MTV Unplugged +3 debutou na liderança da tabela Billboard Top Music Videos e foi certificado como platina pela Recording Industry Association of America (RIAA), denotando vendas de mais de 300 mil unidades no país.

## Créditos
Lista-se abaixo os profissionais envolvidos na elaboração de MTV Unplugged +3, de acordo com o encarte do vídeo:
| - Mariah Carey: arranjos, composição, produção, produção executiva, vocalista principal - Walter Afanasieff: arranjos, composição, piano, produção - Vernon "Ice" Black: guitarra - Henry Casper: vocalista de apoio - Robert Clivillés: composição - David Cole: composição, piano - Laura Corcos: cordas - Melonie Daniels: vocalista de apoio - Hal Davis: composição - Lew Del Gatto: saxofone barítono - Darryl Douglass Workshop Company: vocalista de apoio - Sammy Figueroa: percussão - Earl Gardner: trompete - Winterton Garvey: cordas - Greg "Gigi" Gonaway: tambores - Berry Gordy, Jr.: composição - Peggy Harley: vocalista de apoio - David Hewitt: engenharia - Cecilia Hobbs: cordas | - Willie Hutch: composição - Randy Jackson: baixo - Carole King: composição - Ren Klyce: sinos, celesta, tímpanos - Trey Lorenz: vocalista de apoio - Ben Margulies: composição - Patrique McMillian: vocalista de apoio - Geno Morris: vocal de apoio - Peter Moshay: coordenação de produção - Lenny Pickett: saxofone tenor - Cheree Proce: vocalista de apoio - Kelly Price - vocalista de apoio - Dan Shea: harmonium, cravo - Liz Stewart: vocalista de apoio - Steve Turre: trombone - Spencer Washington: vocalista de apoio - Bob West: compositor - George Young: saxofone alto |

## Lista de faixas
| N.º            | Título                           | Compositor(es)                              | Duração |  |
| 1.             | "Emotions"                       | Mariah Carey David Cole Robert Clivillés    | 4:00    |  |
| 2.             | "If It's Over"                   | Carey Carole King                           | 3:48    |  |
| 3.             | "Someday"                        | Carey Ben Marguiles                         | 3:57    |  |
| 4.             | "Vision of Love"                 | Carey Marguiles                             | 3:36    |  |
| 5.             | "Make It Happen"                 | Carey Cole Clivillés                        | 4:10    |  |
| 6.             | "I'll Be There"                  | Berry Gordy Bob West Hal Davis Willie Hutch | 4:42    |  |
| 7.             | "Can't Let Go"                   | Carey Walter Afanasieff                     | 4:35    |  |
| 8.             | "Make It Happen" (vídeo musical) | Carey Cole Clivillés                        | 5:27    |  |
| 9.             | "Can't Let Go" (vídeo musical)   | Carey Afanasieff                            | 3:49    |  |
| 10.            | "Emotions" (12" Club Video Edit) | Carey Cole Clivillés                        | 3:58    |  |
| Duração total: | Duração total:                   | Duração total:                              | 43:03   |  |

## Desempenho nas tabelas musicais
| Tabela musical (1992)                       | Melhor posição |
| ------------------------------------------- | -------------- |
| Estados Unidos (Billboard Top Music Videos) | 1              |

| Região                                         | Certificação | Vendas   |
| ---------------------------------------------- | ------------ | -------- |
| Estados Unidos (RIAA)                          | Platina      | 500,000^ |
| ^distribuições baseadas apenas na certificação |              |          |

## Histórico de lançamento
| País           | Data                | Gravadora | Formato  |
| -------------- | ------------------- | --------- | -------- |
| Estados Unidos | 26 de junho de 1992 | Columbia  | VHS, DVD |